# Liebesträume

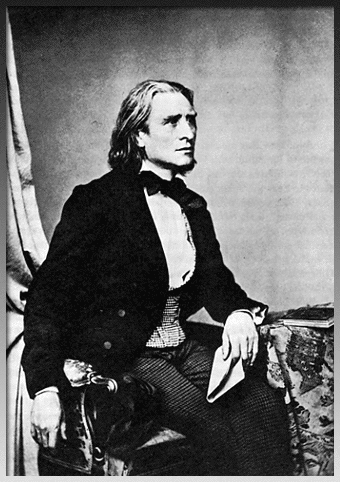
Liszt en 1858.

Liebesträume (en français : Rêves d'amour) est un recueil de trois morceaux de forme nocturne pour piano (S/G541) composé par Franz Liszt et publié en 1850.
Liebesträume fait souvent référence au nocturne no 3, la plus connue des trois pièces. Elles sont composées pour accompagner des poèmes de Ludwig Uhland et de Ferdinand Freiligrath. Dès leur publication, deux versions apparaissent, une pour voix et piano et une transcription pour piano solo.
Les deux poèmes d'Uhland et celui de Freiligrath décrivent trois différentes formes d'amour. L'Hohe Liebe (Amour exalté) de Uhland est un amour saint ou religieux : le martyr renonce à l'amour terrestre et les portes du paradis s'ouvrent pour lui. Le second évoque l'amour érotique, « Gestorben war ich » (littéralement « j'étais mort »). Mort est ici une métaphore faisant référence à la petite mort (« J'étais mort de la volupté d'aimer ; je gisais enterré dans ses bras ; je fus réveillé par ses baisers ; je vis le ciel dans ses yeux. ») Le poème de Freiligrath, celui du fameux nocturne, parle de l'amour mature (« O lieb, so lang du lieben kannst », « Aime aussi longtemps que tu peux aimer »).

## Liebestraumno3

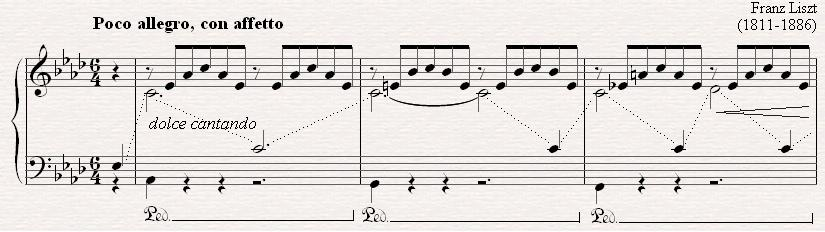
Début du Liebestraum no 3.

Ce Nocturne en la bémol majeur, constitue la partie instrumentale du lied O lieb, so lang du lieben kannst (S. 298) dont les paroles reprennent le texte du poème éponyme de Ferdinand Freiligrath. Il s'agit du dernier et du plus célèbre des trois Rêves d'Amour composés par Liszt. Il comporte trois parties séparées par deux cadences rapides réclamant une certaine dextérité.
La même mélodie est utilisée à travers la pièce, avec différentes variantes, particulièrement au milieu de la pièce au moment du paroxysme de l'intensité expressive, lors d'un passage forte modulé en mi majeur au milieu de la deuxième partie.
La première section jusqu'à la première cadence introduit la mélodie sous forme de prélude. Sa dynamique initiale est claire et calme (« dolce cantando », doux et chantant), sur un motif répétitif créant une impression de rêverie. La musique s'anime dans la deuxième partie de cette section, à la fois par des dissonances et par des changements rapides de tempo.
La deuxième section module le thème initial, accentué au début de chaque mesure pour maintenir l'élan. Le volume, la valeur des notes et le rythme sont plus variés que dans la section précédente. La hauteur et le volume sonore atteignent progressivement leur maximum, en fort contraste avec le reste. Ce qui frappe dans cette deuxième section, ce sont surtout les arpèges à trois voix ainsi que les accords, en particulier d'octaves à la main droite, qui génèrent une grande harmonie.
La troisième et dernière section fonctionne comme une réminiscence du début. Grâce aux accords de la main gauche, qui croise la main droite en passant dans les aigus, la musique acquiert une sonorité pensive, plaintive, vide et triste, puis s'éteint lentement par diminution continue de la dynamique. Les dix dernières mesures peuvent être interprétées comme une coda dans laquelle apparaît un nouveau motif aux tonalités aiguës et presque sereines. On entrevoit brièvement dans ces dernières mesures l'espoir de quelque chose de nouveau, avant que de longues notes sombres mettent fin au morceau.
La durée totale d'exécution du Liebestraum n° 3 est d'environ 4:50 minutes. Ce nocturne porte au début la mention poco allegro, con affetto et se veut chargé d'émotion et d'expressivité. Le Liebestraum n° 3 est souvent joué. Parmi les interprètes renommés de cette pièce au disque figurent des pianistes tels que Claudio Arrau, Alfred Brendel, Geörgy Cziffra, Evgeny Kissin et Lang Lang.
Cette troisième œuvre du recueil est jouée dans un arrangement pour orgue d'appartement, au début du film Certains l'aiment chaud, au cours d'une scène se déroulant dans une (fausse) morgue tenue par des gangsters.

## Sources
- (en) Cet article est partiellement ou en totalité issu de l’article de Wikipédia en anglais intitulé « Liebesträume » (voir la liste des auteurs).

## Enregistrements
- Kunst der Fuge : MIDIs des rouleaux de piano pneumatique des interprétations d'Otto Higel, de Leo Ornstein, Josef Lhevinne, Eugene d'Albert et Katsuhiro Oguri
- Divers enregistrements
- Interprétation d'Alberto Cobo du Liebestraum no 3